# Reinhold Succo
Reinhold Succo (Görlitz (Alemanya), 29 de maig, 1837 - Breslau (ara Wroclaw), Polònia, 29 de novembre, 1897), fou un organista i compositor alemany.
Va rebre la seva formació musical a Berlín, principalment d'E. Grell, la visió de la qual era la prioritat de la música vocal pura sobre la música instrumental. El 1865 va esdevenir cantor i organista al "Thomaskirche" de Berlín, a més de professor de cant al gimnàs "Louisenstädtische". Va formar un cor de l'església, de feligresos, va fer una contribució especial al manteniment de la música a la "Thomaskirche". Des de 1874 va treballar al Reial Col·legi de Música com a professor d'harmonia i contrapunt, tenint entre els seus alumnes a Ernst Wendel, i, des de 1888 va ser membre de la Reial Acadèmia de les Arts i des de 1892 al Senat de la mateixa.
De les seves composicions, destaquen els cors eclesiàstics, però també ha aconseguit notables èxits en obres vocals polifòniques acompanyades. Una llista de les seves obres més importants es troba a la "Enciclopèdia de la música de l'església protestant" de S. Kümmerle. Succo també va sorgir com a escriptor. En general musical. Al diari hi ha els articles següents d'ell: "Sobre l'orgue del Thomaskirche a Berlín" (1869, núm. 8 i 9), "Sobre els concerts de l'orgue de Handel" (1869, núm. 10, 11 i 12), "Les claus de la Chorale ”(1869, núm. 29-33). Per a la "Hand Library of Theology Practical" de Zimmer va escriure: "The chant community and the spiritual house music", per al "Quarterly Journal of Musicology" III, 129, una detallada crítica sobre O. Kade. Va publicar un llibre coral de quatre parts sobre el llibre de melodies del llibre d'himnes de l'església de Mecklemburg. Té un redactat manuscrit de reglaments d'ensenyament per a l'ensenyament de l'harmonia i el contrapunt al "Royal Universitat de la Música". Va morir el a Breslau, on havia anat a curar un patiment interior.